# Куниясу Утагава
Куниясу Утагава (1794—1832) — японский художник. Работал в жанре: якуся-э, бидзин-га, суримоно.

## Биография
Куниясу Утагава был представителем третьего поколения художников школы Утагава. Настоящее имя художника — Ясугорё. В течение жизни художник подписывался разными именами, среди которых: Нисикава Ясунобу, Ясудзирё и Иппёсай. Поступив в обучение к известному мастеру укиё-э Тоёкуни Утагава, он взял себе псевдоним начинающийся с последнего иероглифа наставника (Куни) и его фамилию.

## Творчество
Как и учитель, Куниясу разрабатывал жанр театральной гравюры якуся-э, отдавая предпочтение многофигурным композициям, изображающим сцены из известных пьес того времени. Также художника привлекали другие сюжеты. К любимым темам Куниясу относятся: образы женщин, пейзажные композиции и суримоно. И если портреты красавиц, жанровые сценки, гравюры уки-э, несмотря на прекрасное исполнение, носили больше подражательный характер, то суримоно представляют лучшую часть творческого наследия Куниясу, воплотив в себе его самобытный стиль, оригинальность замысла и художественное мастерство.